# داگمارا بونک
داگمارا بونک (لهستانی: Dagmara Bąk؛ زادهٔ ۱۰ نوامبر ۱۹۸۵) بازیگر اهل لهستان است.
از فیلم‌ها یا مجموعه‌های تلویزیونی که وی در آن‌ها نقش داشته است، می‌توان به کارگزار من، پدر متیو، هتل ۵۲، دوران افتخار، قانون حقیقی، مرز، دوستان، تاج پادشاهان و آدم‌کشی اشاره نمود.